# Pteroplistes platycleis
Pteroplistes platycleis är en insektsart som beskrevs av Bolívar, I. 1900. Pteroplistes platycleis ingår i släktet Pteroplistes och familjen syrsor. Inga underarter finns listade i Catalogue of Life.